# Hore
Hore er et nedsættende ord for en prostitueret kvinde. I almindelig tale bruges det som nedsættende ord for en promiskuøs kvinde,[kilde mangler] med ofte skiftende seksualpartnere.
Etymologisk stammer ordet "hore" (svensk: "hora", hollandsk: "hoer", engelsk: "whore", Tysk: "Hure", gotisk: "hors", Gammelhøjtysk: huora, Middelhøjtysk: huore, urgermansk: "khoron", indoeuropæisk: "*gar") fra en oprindelig indoeuropæisk betydning af "elsker", hvorfra også det latinske ord carus: "kære, elskede" er udviklet.